# Ol' Dirty Bastard
Ol' Dirty Bastard, född Russell Jones 15 november 1968 i Brooklyn, New York, död 13 november 2004, var en amerikansk hiphopmusiker och rapartist. Han var medlem i kollektivet Wu-Tang Clan. Hans vilda beteende väckte uppmärksamhet i massmedia. Han var bland de mest populära medlemmarna i klanen med höga försäljningssiffror och duetter med giganter inom industrin, till exempel Mariah Carey.
Ol’ Dirty Bastards karriär med Wu-Tang Clan betecknades av vilt och kriminellt beteende. Han arresterades flera gånger för olika sorters brott, bland annat förolämpningar, snatteri och droginnehav. Han hamnade också i trubbel för att ha missat rättegångar.
"O'DB" var medlem i den inom hiphopscenen välrenommerade Nation of Islam-sekten Nation of Gods and Earths sedan han var 10 år gammal. De flesta andra medlemmarna av Wu-Tang Clan blev medlemmar senare.

## Bortgång
Ol’ Dirty Bastard kollapsade runt klockan 05.30 den 13 november 2004 i Wu-Tangs studio, 36 Chambers på West 34:th Street i New York. Han förklarades död mindre än en timme senare, bara två dagar före sin trettiosjätte födelsedag. Hans begravning hölls på Brooklyn’s Christian Cultural Center.
Jones hade svalt en påse med kokain av okänd anledning. Det har misstänkts att han haft milda psykiska störningar som sedan eskalerat.
Jones lämnade efter sig tretton barn.

## Diskografi
- Return to the 36 Chambers: The Dirty Version (1995)
- Nigga Please (1999)
- The Trials and Tribulations of Russell Jones (2002)
- Osirus (2005)
- A Son Unique (2005)